# Лион (округ, Техас)
Округ Лион (англ. Leon county) — округ штата Техас Соединённых Штатов Америки. На 2000 год в нем проживало 15 335 человек. По оценке бюро переписи населения США в 2009 году население округа составляло 16 923 человек. Окружным центром является город Сентервилл.

## История
Округ Лион был сформирован в 1846 году. Он назван в честь жёлтого волка, живущего в этом районе, прозванного львом (исп. león — лев).

## География
По данным бюро переписи населения США площадь округа Лион составляет 2798 км², из которых 2777 км² — суша, а 21 км² — водная поверхность (0,77 %).

### Основные шоссе
- Федеральная автострада 45
- Шоссе 79
- Автострада 7
- Автострада 75

### Соседние округа
- Фристон  (север)
- Андерсон  (северо-восток)
- Хьюстон  (восток)
- Мадисон  (юг)
- Робертсон  (запад)
- Лаймстон  (северо-запад)